# Relooking extrême, spécial obésité
Relooking extrême, spécial obésité (Extreme Weight Loss, anciennement Extreme Makeover: Weight Loss Edition), est une émission de téléréalité originellement diffusée sur la chaîne de télévision américaine ABC. En France, la série est diffusée depuis 2012 sur la chaîne W9.
Dans l'émission, des volontaires souffrant d'obésité morbide, reçoivent un entraînement spécial et un changement de mode de vie aux côtés du coach sportif Chris Powell. Les volontaires ont un délai d'un an (365 jours) pour perdre significativement du poids, et ainsi être opéré afin de retirer leur excédant de peau, et subir une transformation physique totale.

## Déroulement de l'émission
Comme la plupart des émissions de ce type, une trame identique est respectée d'un épisode à l'autre :
Dans un premier temps, un portrait peu flatteur du candidat est établi. Celui-ci montre généralement le candidat consommant une nourriture grasse et riche, à l'origine de son surpoids. 
L'émission montre alors le mal-être du candidat, renforcé par des témoignages de ses proches
Vient ensuite l'arrivée de Chris Powell dans la sphère du candidat, lors d'une mise en scène durant laquelle tout le monde doit faire croire qu'on ne s'attendait pas du tout à le voir arriver. 
Arrive alors la première pesée. Dans une mise en scène plutôt humiliante, le candidat doit se faire peser par une balance normalement destinée aux véhicules lourds. Face au relevé de la balance, le candidat prend conscience de la situation. Chris s'engage alors à opérer le "rééquilibrage alimentaire" nécessaire.
Se met en place alors une série de privations et d'exercices physiques, accompagnés de moments de doutes, tentations d'abandon, etc. Finalement après trois mois de ce programme, le candidat est pesé une seconde fois.
Le candidat est ensuite livré à lui même durant les trois mois suivants. Des caméras de surveillance sont installées afin de regarder le comportement du candidat durant cette période. Generalement, sans Chris Powell pour le suivre, le candidat reprend ses vieilles habitudes.
Chris Powell revient donc sans prévenir à l'orée des six mois et le candidat s'engage une nouvelle fois à respecter ses engagements, suivi généralement d'une nouvelle pesée soulignant la prise de poids.
À la fin du troisième trimestre, une opération chirurgicale est généralement nécessaire pour enlever les excédents de peau dus à la perte de poids.
Finalement, un an après le début du programme suivi par le candidat, le public est convoqué, et le candidat arrive pour exposer l'importance de sa perte de poids.

## Production
La chaîne American Broadcasting Company (ABC) annonce la commande de six épisodes de la série le 22 octobre 2009, sous le simple titre de Obese. Le 20 septembre 2010, Chris Powell annonce être le coach de cette émission ainsi renommée Extreme Makeover: Weight Loss Edition. ABC annonce par la suite la commande d'une seconde saison, pour cause la durée du tournage (un an). La série est originellement diffusée le 30 mai 2011, et devient l'une des séries de lancement à succès sur ABC depuis août 2009. La seconde saison est diffusée le 3 juin 2012 à 19 h heure locale. La troisième saison, désormais renommée Extreme Weight Loss est diffusée le 28 mai 2013.
En France, la série est diffusée sur la chaîne W9 sous le titre de Relooking extrême, spécial obésité. Le Collectif National des Associations d'Obèses (CNAO) dénonce néanmoins « une émission voyeuriste. »

## Audience

### Saison 1 (2011)
| Épisode No. | Note | Téléspectateurs (en millions) | Classement |
| ----------- | ---- | ----------------------------- | ---------- |
| 1           | 2,4  | 7,11                          | 1          |
| 2           | 2,2  | 5,66                          | 1          |
| 3           | 2    | 5,87                          | 1          |
| 4           | 2    | 5,72                          | 1          |
| 5           | 2,2  | 6,30                          | 1          |
| 6           | 1,9  | 5,48                          | 1          |
| 7           | 2    | 5,83                          | 1          |
| 8           | 1,9  | 6,22                          | 1          |

### Saison 2 (2012)
| Épisode No. | Note | Téléspectateurs (en millions) | Classement |
| ----------- | ---- | ----------------------------- | ---------- |
| 1           | 1,5  | 4,54                          | 1          |
| 2           | 1,5  | 4,62                          | 1          |
| 3           | 1,2  | 3,98                          | 3          |
| 4           | 1,5  | 4,51                          | 2          |
| 5           | 1,4  | 4,13                          | 2          |
| 6           | 0,8  | 2,48                          | 2          |
| 7           | 0,9  | 2,82                          | 3          |
| 8           | 1,2  | 3,56                          | 2          |

### Saison 3 (2013)
| Épisode No. | Note | Téléspectateurs (en millions) |
| ----------- | ---- | ----------------------------- |
| 1           | 1,2  | 4,25                          |
| 2           | 1    | 3,81                          |
| 3           | 1,2  | 3,92                          |
| 4           | 1    | 3,45                          |
| 5           | 1,1  | 3,36                          |
| 6           | 1,1  | 3,45                          |
| 7           | 1,1  | 3,75                          |
| 8           | 1,2  | 3,60                          |